# Comic Yuri Hime
Comic Yuri Hime (яп. コミック百合姫, комікку юрі хіме) — журнал юрі-манґи, що випускається видавництвом Ichijinsha. У журналі виходила така манга, як Aoi Shiro Томоюкі Фумотогави і Поті Едоя, First Love Sisters Мідзуо Сінономе, Haru Natsu Aki Fuyu Тайсі Дзао і Ейкі Ейкі, Kotonoha no Miko to Kotodama no Majo to Міябе Фудзіеда, Kuchibiru Tameiki Sakurairo Мілк Морінаги, Simoun Хаясе Хасіби, Strawberry Shake Sweet  Сідзуру Хаясії,  Voiceful Навоко, Citrus Сабуроті.
Манґа видається компанією Ichijinsha під імпринтом Yuri Hime Comics (яп. 百合姫コミックス).

## Історія
Перший номер з'явився 17 липня 2005 як додаток до Comic Zero-Sum. Comic Yuri Hime є спадкоємцем закритого Yuri Shimai компанії Sun Publishing (サン出版), також присвяченого тематиці юри, багато авторів якого перейшли в Comic Yuri Hime. Він публікувався раз на квартал. З 8 номера (опублікований в січні 2008 року) журнал перетворився на незалежне видання. На честь цієї події 11 том включав додаток Petit Yuri Hime, над яким спільно працювали художники видань Comic Yuri Hime, Comic Yuri Hime S і Yuri Hime: Wildrose. З 2010 року журнал, об'єднаний з раніше незалежним Comic Yuri Hime S, виходить двічі на місяць. Comic Yuri Hime спочатку створювався як журнал для жіночої аудиторії, а Comic Yuri Hime S — для чоловічої, проте читацька аудиторія Comic Yuri Hime — на 70 % чоловіки.

## Comic Yuri Hime S
Comic Yuri Hime S (яп. コミック百合姫S Комікку Юрі Хіме S) — щоквартальний журнал юрі-манги, розрахований на чоловічу аудиторію. Він публікувався з 18 червня 2007 року по вересень 2010 року. Виходив у березні, червні, вересні та грудні. Його тираж становив 80 тис. примірників. Останній номер 14 томи був виданий 18 вересня 2010 (листопадовий), після чого Comic Yuri Hime S був об'єднаний з Comic Yuri Hime. Частина манги продовжила виходити в Comic Yuri Hime, а частина була перенесена в онлайн.
У Comic Yuri Hime S друкувалася така манга, як Yuruyuri Наморі, Honey Crush від творця He is my Master Асу Цубакі, Minus Literacy Мікі Міясіти (автор Maburaho), Cassiopeia Dolce Нобуюкі Такагі (автор Kokoro Library), SUIKA Акіхіто Йосітомі (творець Eat-Man), Fortune Ring Мамі Касівабари, автора Sora no Manimani.